# Pala di Sant'Eufemia
La Pala di Sant'Eufemia è un dipinto a olio su tavola centinata (331 × 217 cm) del Moretto, databile al 1526-1530 e conservato originariamente nella chiesa di Sant'Afra a Brescia, oggi trasferito alla Pinacoteca Tosio Martinengo.
Si tratta probabilmente del primo dei grandi capolavori del Moretto, collocabile all'inizio della sua piena maturità artistica. I cromatismi sono resi con estrema efficacia e si nota un attento studio, mai condotto finora, della composizione strutturale e delle forme raffigurate, con elementi contrapposti, simmetrie, masse in equilibrio e torsioni. Di rilevante importanza appare inoltre la cornice architettonica, la prima di questo tipo nella produzione del pittore, utilizzata qui come parte integrante della composizione nell'equilibrio generale delle forme. L'opera appare sostanzialmente molto calibrata e studiata in ogni sua parte, dai volti dei personaggi alle loro posture, al paesaggio di sfondo, alle ombre e ai riflessi di ogni elemento.

## Storia
Il dipinto era collocato in origine sull'altare maggiore della chiesa di Sant'Afra a Brescia. Nel 1805 il monastero adiacente viene soppresso e trasformato in caserma militare, mentre la chiesa viene dichiarata sussidiaria all'omonima chiesa di Sant'Afra in via Francesco Crispi, oggi chiesa di Sant'Angela Merici, perdendo la propria indipendenza. La Fabbriceria di quest'ultima, alla quale ormai sottostava la chiesa di Sant'Afra, decide per la donazione della tavola alla Pinacoteca Tosio Martinengo nel 1867, sostituendola con un dipinto di Enea Salmeggia, proveniente dalla stessa Collezione Tosio che aveva contribuito alla nascita della pinacoteca. Nella letteratura artistica, l'ultimo che la vede al suo posto è Federico Odorici nel 1853, mentre il Giovanni Battista Cavalcaselle la descrive già in pinacoteca nel 1871. L'opera si trova ancora oggi esposta in questa sede.

## Descrizione
La scena raffigurata nell'opera si svolge completamente all'interno di un contesto architettonico, costituito da quattro pilastri angolari, con fitte ma semplici modanature, che reggono una sorta di volta a vela con almeno tre aperture circolari, difficilmente identificabile nella sua inusuale struttura. Davanti ad essa, levitante a mezz'aria, si staglia il gruppo luminoso della Madonna reggente il Bambino e affiancata a sinistra da san Giovanni Battista fanciullo. I tre appoggiano su un sottile strato di nuvole bianche e angioletti dorati.
Al livello inferiore sono invece in adorazione quattro santi, san Benedetto, sant'Eufemia, santa Giustina e san Paterio, da sinistra a destra. Quest'ultimo fu un antico vescovo cittadino, le cui reliquie sono appunto conservate, ancora oggi, nella cripta sotto la chiesa. Le vesti dei personaggi sono tutte molto varie e colorate, raggiungendo la massima ricchezza in quella di san Benedetto, con elaborati ricami dorati e una spessa fascia decorata da figure di santi e altro lungo il bordo. Le due sante reggono la palma del martirio, i due santi il bastone pastorale. San Paterio porta anche la mitria sul capo, mentre quella di san Benedetto è appoggiata ai suoi piedi.
Sullo sfondo, oltre il vano architettonico dove si svolge la scena, si apre un profondo sfondato paesaggistico, con montagne che si perdono nella foschia e una poderosa città fortificata. Il cielo è invece di colore azzurro uniforme, coperto poi da nuvole bianche verso l'orizzonte.

## Stile
L'opera ha subito conosciuto una grande fortuna, lodata sia da Bernardino Faino nel 1630 e da Francesco Paglia nel 1660. Con toni addirittura enfatici si pone Giulio Antonio Averoldi, che analizza con attenzione il ruolo del massiccio inquadramento architettonico, "perché l'architettura dipinta spinge avanti in tal forma le prime, e le seconde figure, e sa degradare le terze", considerando poi il paesaggio digradante "con proporzione maestra, con quell'effetto d'aria che stacca le figure". Paolo Brognoli è il primo critico dell'Ottocento a parlarne, nel 1826, con lodi ancora più avvinte dalla bellezza della pala, allo stesso modo di Giovanni Battista Cavalcaselle nel 1871.
Adolfo Venturi, nel 1929, insiste nell'evidenziare la preziosità e la morbidezza del tessuto cromatico: "l'abside si apre, e sotto gli oculi della volta appare, tra un saettio luminoso, il gruppo imbarocchito della Madonna col Bambino e san Giovannino. Sulla terra le sante Eufemia e Giustina descrivono due curve simmetriche coi loro corpi; a san Benedetto, in piviale viola con larga orlatura d'oro, fa riscontro san Paterio, in piviale amaranto a fioroni d'oro. Più determinata del solito è la zona bassa del paese, dal breve stilobate, approfondito lungo le rive d'un torrente, che s'arresta presso un castello coronato di verde; e il verde spicca su rocce, e queste su lontani edifici, case, torri, fortificazione, ai piedi di una cortina azzurra di colli. La morbidezza delle carni, i panneggi soffici, il fare carezzevole del Moretto, si vengono concretando, ma a meglio rivelarne la personalità servì con l'esempio di Tiziano che, oltre a scioglierne la rigida simmetria, diminuirne i contrapposti forzati, dette alle immagini levità maggiore, movimento più libero e animato", esempio che, dunque, il Moretto mostra di seguire in questa tavola.
Il critico considera poi l'avvenuto distacco dalla forte influenza del Romanino, distacco colto anche da György Gombosi nel 1943 che, analizzando il dipinto, lo colloca in un momento decisivo della sua carriera artistica "poiché spazialità e luminosità conferiscono al quadro una nuova nota del tutto anti-romaniniana". Il Gombosi vede nel quadro non solo bellezze pittoriche, ma anche bellezze formali del tutto nuove, concludendo che "si sviluppa nel Moretto la capacità di ravvivare la composizione mediante gli effetti ritmici del contrapposto. In particolare i corpi delle sante, attraverso la commozione interna, attraverso le lente torsioni, le morbide, duttili rotondità dei loro profili, conferiscono al quadro una sorta di ritmo a onde che conduce, con una certa morbidezza, le linee costruttive della composizione".
Anche Camillo Boselli, nel 1954, concorda con questi pareri e si concentra sull'attenzione dimostrata dal Moretto ai problemi della composizione, che appare in una "maggior cadenza lineare, una grande semiellissi, una specie di arco trionfale in cui si inscrivono, con sicurezza mai avuta sinora, le figure dei santi ed il complesso amplissimo della Vergine". Continua il Boselli: "Questa raggiunta maturità compositiva appare anche nella cornice architettonica che commenta questa dolcissima scalata al cielo, cornice oramai sapientemente organizzata in un perfetto organismo quadrato, coperto da una strana volta a crociera in cui si aprono quattro purissimi occhi di cielo. E le masse architettoniche, semplicissime nel loro giuoco di lievi aggetti approfonditi dall'ombra, commentano coi loro piani il disporsi calmo e ben definito delle masse". Conclude poi: "La grandezza dell'opera è in questi raggiungimenti, una grandezza ottenuta collo studio più amoroso e più profondo dei rapporti fra luce ed ombra, studio e rapporti spinti a quello che potremmo chiamare il limite della sensibilità bresciana nell'ambito dell'arte rinascimentale".
Sull'immagine di Sant'Eufemia è stato modellato, nel 1591, il volto del reliquiario di sant'Afra, di pertinenza alla stessa chiesa dove, in origine, la pala era custodita.